# Magdalena Eriksson
Magdalena Lilly Eriksson (a veces Ericsson, Estocolmo, Suecia; 8 de septiembre de 1993) es una futbolista sueca, que se desempeña como defensa para el Bayern Múnich en la Bundesliga Femenina de Alemania, como así también para la selección sueca. Como defensora se desempeña tanto como a la izquierda como central, también jugó para Hammarby IF, Djurgårdens IF y Linköpings FC en la liga Damallsvenskan de Suecia. Con la Selección de Suecia ha ganado la medalla de plata en los Juegos Olímpicos de Río de Janeiro 2016 y la medalla de bronce en el Mundial de 2019.

## Clubes

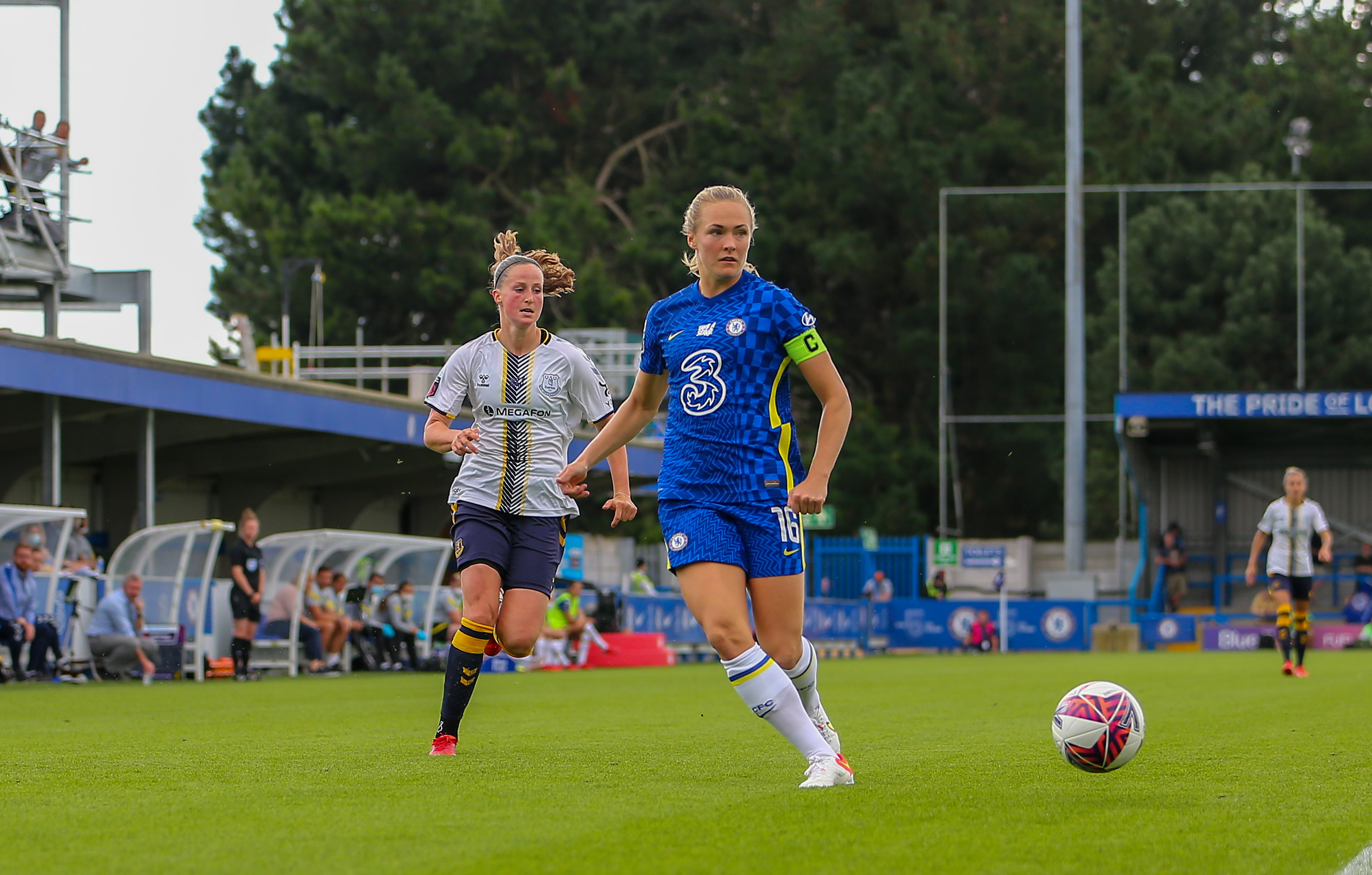
Erikson en un partido con el Chelsea

Eriksson comenzó su carrera en fútbol con el equipo local Enskede IK, pero su padre la animó a sumarse al Hammarby IF para mejorar su estilo de juego. A los 17 años, fue ascendida al primer equipo del Hammarby durante la temporada 2011 de la Damallsvenskan, debutando frente al Umeå IK.
En noviembre de 2011, Eriksson dejó el descendido Hammarby para pasarse al rival de Estocolomo Djurgårdens IF. Después de marcar 1 gol en 19 partidos en la temporada 2012, dejó Djurgårdens, que estaba a punto de descender, para pasar al Linköpings FC. A principios de 2014, sufrió una lesión en la rodilla tras chocar con la guardameta de su equipo, lo que provocó su ausencia durante 3 meses. En total con el club, Eriksson ganó la Svenska Cupen en dos ocasiones, 2013–14 y 2014–15, y la Damallsvenskan en 2016.
En julio de 2017, después de casi 5 años en Linköpings FC, firmó un contrato de dos años con el Chelsea de la FA WSL. En su primer año en el equipo ganó la liga y la Women's FA Cup. En agosto de 2018 extendió su contrato hasta 2021. El 6 de septiembre de 2019, se anunció que Eriksson sería la nueva capitana del equipo. En febrero de 2020, ganó la FA Women's League Cup.

## Carrera internacional
Como integrante de la selección sueca sub-19, Eriksson fue parte de la plantilla victoriosa en el Campeonato Europeo Sub-19 2012.
En noviembre de 2013, la entrenadora nacional Pia Sundhage convocó a Eriksson para entrenar con la selección absoluta en Bosön. El 8 de febrero de 2014, Eriksson hizo su debut internacional de mayor nivel en un amistoso, donde cayeron frente a Francia en Amiens por 3-0. A principios de 2014, tuvo una lesión en la rodilla chocando con su propia portera, que la dejó afuera por tres meses. Fue parte de la plantilla que ganó la medalla de plata en los Juegos Olímpicos de 2016. En julio de 2017, Pia Sundhage seleccionó a Eriksson entre las jugadoras que disputarían la Eurocopa 2017. En mayo de 2019, fue seleccionada para representar a Suecia en el Mundial 2019. Jugó 6 partidos en la competición y ayudó al equipo a ganar la medalla de bronce.

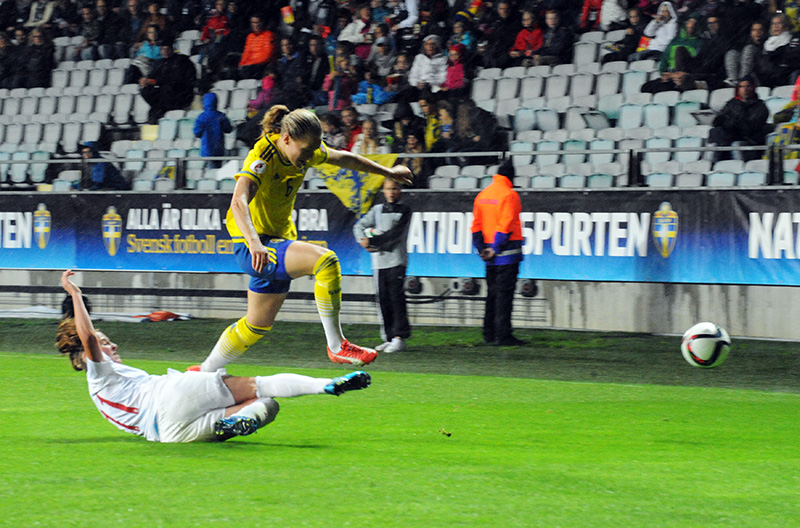
Eriksson (amarillo) durante un partido internacional.

### Partidos y goles marcados en Mundiales y Juegos Olímpicos
| Gol                                                  | Partido | Fecha     | Ubicación      | Rival          | Alineación        | Min | Puntuación | Resultado        | Competición      |
| ---------------------------------------------------- | ------- | --------- | -------------- | -------------- | ----------------- | --- | ---------- | ---------------- | ---------------- |
| Rio de Janeiro Fútbol Femenino Juegos Olímpicos 2016 |         |           |                |                |                   |     |            |                  |                  |
|                                                      | 1       | 3-8-2016  | Río de Janeiro | Sudáfrica      | Principal         |     |            | 1-0 (PG)         | Fase de grupos   |
|                                                      | 2       | 6-8-2016  | Río de Janeiro | Brasil         | 45' ( Andersson)  |     |            | 1-5 (PP)         | Fase de grupos   |
|                                                      | 3       | 9-8-2016  | Brasília       | China          | Principal         |     |            | 0-0 (PE)         | Fase de grupos   |
|                                                      | 4       | 12-8-2016 | Brasília       | Estados Unidos | 18' ( Rubensson)  |     |            | 1-1 (4-3 p) (PG) | Cuartos de final |
|                                                      | 5       | 19-8-2016 | Río de Janeiro | Alemania       | 70' ( Rubensson)  |     |            | 1-2 (PP)         | Final            |
| Mundial de Francia 2019                              |         |           |                |                |                   |     |            |                  |                  |
|                                                      | 6       | 11-6-2019 | Rennes         | Chile          | Principal         |     |            | 2-0 (PG)         | Fase de grupos   |
|                                                      | 7       | 16-6-2019 | Niza           | Tailandia      | Principal         |     |            | 5-1 (PG)         | Fase de grupos   |
|                                                      | 8       | 24-6-2019 | París          | Canadá         | Principal         |     |            | 1-0 (PG)         | Octavos de final |
|                                                      | 9       | 29-6-2019 | Rennes         | Alemania       | Principal         |     |            | 2-1 (PG)         | Cuartos de final |
|                                                      | 10      | 2-7-2019  | Lyon           | Países Bajos   | 111' ( Andersson) |     |            | 0-1 (PP)         | Semifinales      |
|                                                      | 11      | 6-7-2019  | Niza           | Inglaterra     | Principal         |     |            | 2-1 (PG)         | Tercer puesto    |
| Tokio Fútbol Femenino Juegos Olímpicos 2020          |         |           |                |                |                   |     |            |                  |                  |
|                                                      | 12      | 24-7-2021 | Saitama        | Australia      | Principal         |     |            | 4-2 (PG)         | Fase de grupos   |
|                                                      | 13      | 27-7-2021 | Rifu           | Nueva Zelanda  | 45' ( Ilestedt)   |     |            | 2-0 (PG)         | Fase de grupos   |
| 1                                                    | 14      | 30-7-2021 | Saitama        | Japón          | Principal         | 7   | 1-0        | 3-1 (PG)         | Cuartos de final |
|                                                      | 15      | 2-8-2021  | Yokohama       | Australia      | Principal         |     |            | 1-0 (PG)         | Semifinal        |
|                                                      | 16      | 6-8-2021  | Yokohama       | Canadá         | 75' ( Andersson)  |     |            | 1-1 (2-3 p) (PP) | Final            |
| / Mundial de Australia/Nueva Zelanda 2023            |         |           |                |                |                   |     |            |                  |                  |
|                                                      | 17      | 23-7-2023 | Wellington     | Sudán          | Principal         |     |            | 2-1 (PG)         | Fase de grupos   |
|                                                      | 18      | 29-7-2023 | Wellington     | Italia         | Principal         |     |            | 5-0 (PG)         | Fase de grupos   |
|                                                      | 19      | 2-8-2023  | Hamilton       | Argentina      | Principal         |     |            | 2-0 (PG)         | Fase de grupos   |
|                                                      | 20      | 6-8-2023  | Melbourne      | Estados Unidos | Principal         |     |            | 0-0 (5-4 p) (PG) | Octavos de final |
|                                                      | 21      | 11-8-2023 | Auckland       | Japón          | Principal         |     |            | 2-1 (PG)         | Cuartos de final |
|                                                      | 22      | 15-8-2023 | Auckland       | España         | Principal         |     |            | 1-2 (PP)         | Semifinal        |
|                                                      | 23      | 19-8-2023 | Brisbane       | Australia      | Principal         |     |            | 2-0 (PG)         | Tercer puesto    |

### Partidos y goles marcados en Campeonatos Europeos
| Gol           | Partido | Fecha     | Ubicación  | Rival        | Alineación       | Min | Puntuación | Resultado | Competición      |
| ------------- | ------- | --------- | ---------- | ------------ | ---------------- | --- | ---------- | --------- | ---------------- |
| Eurocopa 2017 |         |           |            |              |                  |     |            |           |                  |
|               | 1       | 17-7-2017 | Breda      | Alemania     | 87' ( Andersson) |     |            | 0-0 (PE)  | Fase de grupos   |
|               | 2       | 21-7-2017 | Deventer   | Rusia        | Principal        |     |            | 2-0 (PG)  | Fase de grupos   |
|               | 3       | 25-7-2017 | Doetinchem | Italia       | Principal        |     |            | 2-3 (PP)  | Fase de grupos   |
| Eurocopa 2022 |         |           |            |              |                  |     |            |           |                  |
|               | 4       | 9-7-2022  | Sheffield  | Países Bajos | Principal        |     |            | 1-1 (PE)  | Fase de grupos   |
|               | 5       | 13-7-2022 | Sheffield  | Suiza        | Principal        |     |            | 2-1 (PG)  | Fase de grupos   |
|               | 6       | 17-7-2022 | Leigh      | Portugal     | 55' ( Sembrant)  |     |            | 5-0 (PG)  | Fase de grupos   |
|               | 7       | 22-7-2022 | Leigh      | Bélgica      | Principal        |     |            | 1-0 (PG)  | Cuartos de final |
|               | 8       | 26-7-2022 | Sheffield  | Inglaterra   | Principal        |     |            | 0-4 (PP)  | Semifinal        |

## Palmarés

### Club

#### Linköpings FC
- Damallsvenskan: 2016
- Svenska Cupen: Campeona 2013–14, 2014–15, Semifinalista 2015–16
- Svenska Supercupen: Semifinalista 2015, 2016

#### Chelsea
- FA WSL: 2017-18, 2019-20, 2020-21, 2021-22
- Women's FA Cup: 2017-18, 2020-21, 2021-22
- FA Women's League Cup: 2019-20, 2020-21
- Women's FA Community Shield: 2020

### Internacional

#### Suecia sub-19
- Campeonato Europeo Sub-19: 2012

#### Suecia
- Juegos Olímpicos de Verano: 2016 (Plata), 2020 (Plata)
- Mundial: Medalla de bronce 2019, 2023

## Vida personal
En sus primeros años como jugadora en Hammarby, el ritual pre partido de Eriksson era escuchar la canción "Heroes" de David Bowie.  Eriksson es abiertamente lesbiana y mantiene una relación con su compañera del Bayern Múnich, e internacional danesa, Pernille Harder.
Durante su infancia, había asumido que su apellido se escribía con C porque su padre lo pronunciaba así. No fue hasta los 17 años que miró en su pasaporte que realmente se escribe con K. Asimismo, es común ver su apellido escrito "Ericsson" en lugar de la versión correcta "Eriksson".
Eriksson tiene un grado en Ciencias Políticas y estudió Teoría Feminista y Análisis del Poder Interseccionalista.